# برادرشوهرش خوشش آمد
برادرشوهرش خوشش آمد 
(به تلوگویی: Bava Nachadu) و (به انگلیسی: Brother-in-law liked it) فیلمی هندی محصول سال ۲۰۰۱ و به کارگردانی کی. اس. راویکومار است. در این فیلم بازیگرانی همچون آکینی ناگرجونا، سیمران، ریما سن، سومان رانگاناتان، مانوراما و کی. اس. راویکومار ایفای نقش کرده‌اند.این فیلم بر اساس فیلم زندگی زیباست ساخته شده است.